# Tiocianat
El tiocianat és l'anió [SCN]- i la base conjugada de l'àcid tiociànic.
Les tiocianines són compostos químics que contenen l'ió tiocianat, SCN-.

## Obtenció
El tiocianat s'obté amb la reacció de cianur amb sofre elemental o tiosulfat. Un dels usos actuals del tiocianat és per a la indentificació de ferro (+III), en el qual es forma un complex soluble d'un color vermell intens [Fe(SCN)]2+
8 CN− + S₈ → 8 SCN−
CN− + S₂O₃2− → SCN− + SO₃2−